# 飯塚尚利
飯塚 尚利（いいづか なおき、1993年1月3日 - ）は、日本で活動していた俳優。活動当時はジュネス企画に所属していた。
東京都出身。漢字検定2級。ダンスを得意とする。

## 出演

### 舞台
- ジュネスまつり2007 先生！事件です!!（2007年1月20日） - 中学生 役

| スタブアイコン | サブスタブ | この項目は、まだ閲覧者の調べものの参照としては役立たない、俳優（男優・女優）に関連した書きかけの項目です。この項目を加筆・訂正などしてくださる協力者を求めています（P:映画/PJ芸能人）。 |